# Lista över renässanskonstnärer
Lista över renässanskonstnärer sorterade efter period:

## Ungrenässansen
- Leon Battista Alberti
- Filippo Brunelleschi
- Donatello (Donato di Niccoló di Betto Bardi)
- Fra Angelico (Guido di Pietro da Mugello)
- Fra Filippo Lippi
- Andrea Mantegna
- Masaccio (Tommaso di Ser Giovanni di Mone)
- Masolino da Panicale (Tommaso di Cristoforo Fini)
- Paolo Uccello (Paolo di Dono)
- Cosimo Tura

## 1400-talet norr om Alperna
- Jan van Eyck
- Robert Campin
- Flémallemästaren
- Jean Fouquet
- Nicolas Froment
- Hugo van der Goes
- Stephan Lochner
- Hans Memling
- Moulinmästaren
- Martin Schongauer
- Claus Sluter
- Rogier van der Weyden
- Konrad Witz

## Perspektivkonsten
- Antonello da Messina
- Giovanni Bellini
- Sandro Botticelli
- Vittore Carpaccio
- Cima da Conegliano
- Francesco del Cossa
- Luciano Laurana
- Filippino Lippi
- Piero della Francesca
- Piero di Cosimo (Piero di Lorenzo)
- Ercole de' Roberti
- Andrea del Verrocchio

## Högrenässansen
- Donato Bramante
- Giorgione
- Correggio
- Albrecht Dürer
- Leonardo da Vinci
- Lorenzo Lotto
- Michelangelo (Michelangelo Buonarroti)
- Andrea Palladio
- Rafael
- Tizian

## Manierism
- Domenico Beccafumi
- Alonso Berruguete
- Giovanni da Bologna
- Bronzino
- Benvenuto Cellini
- Rosso Fiorentino
- Giulio Romano
- El Greco
- Nicolò dell'Abate
- Parmigianino (Girolamo Francesco Mazzola)
- Jacopo Pontormo
- Francesco Primaticcio
- Rosso Fiorentino (Giovanni Battista di Jacopo)
- Francesco Salviati (Francesco de' Rossi)
- Bartholomaeus Spranger
- Tintoretto (Jacopo Robusti)
- Giorgio Vasari